# Учитељице
Учитељице су хрватска девојачка група. 

## Историја
Учитељице су настале као резултат конкурса за нови женски бенд великих регионалних продуцента и текстописаца Душана Бачића и Бојана Драгојевића, који су основали Учитељице. 
Већ на самом почетку, 2014. године, успеле су за врло кратко време скренути пажњу на себе, обарајући рекорде слушаности на хрватским радио станицама.  Прве две песме „Нема натраг“ (са Јасмином Ставросом) и „Ноћи у Бразилу“ (са Недом Украден) постижу велики успех. 
У почетку групу чине Андреа Пашкван као главни вокал, Силвиа Ивић, која свира тамбуру и пева пратеће вокале, и словеначка музичарка Ана Вурцер, која свира виолину и пева пратеће вокале. 
У фебруару 2019. године бенду се придружује чланица Андреа Пашкван, због трудноће Матее Тисај и њене немогућности да наступа  са бендом. Пре понуде за новог члана, Андреа је била уредница информативног радијског програма у Задру и певачица која је наступала са својим бендом Форум. Тренутни чланови су Матеа Тисај, Силвиа Ивић, Ана Вурцер. 

## Дискографија

### Албуми
- Луда кућа (2017 )